# ۱۰۹۸ (خورشیدی)
۱۰۹۸ هزار و نود و هشتمین سال هجری خورشیدی است.